# Apomecyna ceylonica
Apomecyna ceylonica là một loài bọ cánh cứng trong họ Cerambycidae.